# Tribunal Revolucionário Islâmico
Tribunal Revolucionário Islâmico (em persa: دادگاه انقلاب اسلامی, Dadegah Enghalab Eslami) é um sistema especial de tribunais na República Islâmica do Irã, projetado para julgar suspeitos de crimes como contrabando, blasfêmia, incitação à violência, insulto ao Líder Supremo e tentativa de derrubar o governo islâmico. O tribunal começou seu trabalho após a Revolução Iraniana de 1979.

## Jurisdição
A jurisdição dos Tribunais Revolucionários, conforme alterada em 1983, abrange
1. Todas as ofensas contra a segurança interna e externa do País, combate e comportamento corrupto na Terra.
2. Proferir calúnia contra o Fundador da República Islâmica do Irã e o Honorável Líder.
3. Conspiração contra a República Islâmica do Irã ou porte de armas,[6] uso de terrorismo, destruição de prédio contra a República Islâmica.
4. Engajar-se em espionagem para estrangeiros.
5. Todos os crimes envolvendo contrabando e itens narcóticos.
6. Os casos pertinentes ao Artigo 49 da Constituição do Irã.

Disputas sobre jurisdição entre os Tribunais Revolucionários e os Tribunais Penais Iranianos são resolvidas pelo Supremo Tribunal Iraniano. Até o momento, de acordo com o Comitê de Advogados para Direitos Humanos, "parece que há uma tendência a estender a jurisdição dos Tribunais Revolucionários a todas as ofensas que, na opinião das autoridades, não são punidas com severidade suficiente."
Os julgamentos não são públicos, não há júri, e um único juiz decide o assunto em questão. As informações sobre o julgamento são divulgadas a critério do governo.

## História

### Revolução
Os tribunais revolucionários foram criados logo após a derrubada da monarquia e a chegada do aiatolá Ruhollah Khomeini no Irã. Acredita-se que o objetivo geral do tribunal tenha sido buscar vingança contra oficiais do regime do Xá (particularmente SAVAK) – já que muitos revolucionários perderam amigos e familiares nas mãos do governo – e eliminar líderes militares e civis que pudessem fomentar uma contrarrevolução contra o governo islâmico.
O primeiro tribunal foi convocado secretamente na Escola Refah, no sul de Teerã, onde Khomeini havia estabelecido seu quartel-general. As primeiras quatro sentenças de morte foram emitidas pelo Hojjat al-Islam Sadegh Khalkhali, aprovadas por Khomeini e executadas nas primeiras horas de 16 de fevereiro de 1979. No início de novembro, 550 pessoas – a maioria militares e SAVAK – foram enviadas para os pelotões de fuzilamento por tribunais revolucionários. Tribunais Revolucionários foram criados nas principais cidades, com dois tribunais na capital Teerã – um em cada uma das prisões de Qasr e Evin, e um tribunal itinerante para Sadegh Khalkhali, que era conhecido por proferir muitas sentenças de morte. Os juízes presidentes dos tribunais eram clérigos nomeados pelo próprio Khomeini.
Pelo menos a princípio, os tribunais revolucionários diferem dos tribunais de direito ocidentais padrão ao limitar os julgamentos a algumas horas, às vezes minutos. Os réus poderiam ser considerados culpados com base na "reputação popular". O conceito de um advogado de defesa foi descartado como um "absurdo ocidental". Uma acusação que foi amplamente aplicada contra os réus, mas desconhecida para alguns, foi Mofsed-e-filarz, ou "espalhar corrupção na terra". Isso cobriu uma variedade de delitos – "insultar o islamismo e o clero", "opor-se à Revolução Islâmica", "apoiar os Pahlavis" e "minar a independência do Irã" ao ajudar o golpe de 1953 e dar privilégios capitulatórios às potências imperiais".
O sigilo, a imprecisão das acusações, a falta de oportunidade para os réus se defenderem foram criticados por pessoas como o aiatolá Mohammad Kazem Shariatmadari, Hassan Tabatabai-Qomi e o primeiro-ministro Mehdi Bazargan. Mas as sentenças rápidas e duras do tribunal também tiveram forte apoio de grupos islâmicos e de esquerda, como o partido Tudeh e os Mujahedin do Povo Iraniano. Khomeini respondeu às reclamações dizendo que "criminosos não devem ser julgados, eles devem ser mortos". O juiz Khalkhali declarou "Os tribunais revolucionários nasceram da raiva do povo iraniano e essas pessoas não aceitarão nenhum princípio fora dos princípios islâmicos". Tentativas de Bazargan de apelar a Khomeini para restringir os tribunais apenas levou a que estes se tornassem "mais fortes e mais firmemente entrincheirados".

### Desde 1980
De acordo com o cientista político e historiador Ervand Abrahamian, os Tribunais Revolucionários participaram dos assassinatos em massa secretos de milhares de membros presos dos Mujahedin do Povo Iraniano e outras organizações de esquerda em 1988.
Embora o Tribunal Revolucionário normalmente lide com grandes crimes econômicos e de segurança, em 2006 foi programado para julgar o cartunista Mana Neyestani e seu editor-chefe Mehrdad Qassemfar "por incitar agitação étnica" depois que um desenho animado de Neyestani desencadeou protestos e violência entre a população de língua azerbaijana nas partes noroeste do Irã após aparecer em um suplemento semanal "Iran Jomeh".